# Квачани
Квачани (словац. Kvačany) — село в Словаччині, Пряшівському окрузі Пряшівського краю. Розташоване в центральній частині східної Словаччини, у Шариській височині в долині Квачанського потока.
Уперше згадується у 1626 році.
У селі є греко-католицька церква з 1796 року.

## Населення
| Рік:            | 1994. | 2004. | 2014. | 2024.   |
| --------------- | ----- | ----- | ----- | ------- |
| Кількість осіб: | 250   | 245   | 294   | 292     |
| Різниця:        |       | -2 %  | +20 % | -0,68 % |

| Рік:            | 2023. | 2024.   |
| --------------- | ----- | ------- |
| Кількість осіб: | 284   | 292     |
| Різниця:        |       | +2,81 % |

У селі проживає 293 осіб.